# August Schmid (Verwaltungsjurist)
August Schmid (* 22. Juli 1869 in Kassel; † 26. Februar 1947 in Lippoldsberg) war ein deutscher Ministerialbeamter und Vertriebenenfunktionär.

## Leben
August Schmid besuchte das humanistische Gymnasium in Kassel. Anschließend studierte er an den Universitäten Würzburg, München und Berlin Rechtswissenschaften. In Würzburg wurde er 1888 Mitglied des Corps Rhenania. In München schloss er sich 1889 dem Corps Franconia an. 1890 legte er in Kassel das Referendarexamen ab. Nach bestandenem Assessorexamen wurde er im Juli 1895 Gerichtsassessor und Hilfsarbeiter des Landrates in Saarlouis. Von 1903 bis 1912 war er beim Oberpräsidium in Posen tätig. 1913 wechselte er unter Beförderung zum Oberregierungsrat zur Bezirksregierung von Allenstein. Von 1914 bis 1919 vertrat er dort den Regierungspräsidenten.
1919 wurde Schmid zum Ministerialrat in das Reichsinnenministerium berufen und leitete dort das Minderheitenamt Oppeln zur Ausführung des deutsch-polnischen Minderheitenabkommens vom 15. Mai 1922, nachdem er zuvor an dessen Bestimmungen in Genf mitgewirkt hatte.
1924 wurde er in den einstweiligen Ruhestand versetzt. Als Präsident stand er dem Deutschen Ostbund e.V. vor, dessen Ziel es bis zu seiner Auflösung im Jahre 1934 war, für deutsche Umsiedler aus Polen neue Existenzen in der Landwirtschaft als Bauern oder Arbeiter zu schaffen.

## Auszeichnungen
August Schmid wurde zum Geheimen Regierungsrat ernannt.